# Тинянов Олександр Сергійович
Олекса́ндр Сергі́йович Тиня́нов (17 червня 1990, с. Таврійське, Оріхівський район, Запорізька область, Українська РСР — 19 травня 2017, м. Дніпро, Україна) — молодший сержант Збройних сил України, учасник російсько-української війни.

## Біографія
Народився 1990 року в селі Таврійське (на той час — Кірове) Оріхівського району Запорізької області. Закінчив сільську школу. Одружився.
Під час російської збройної агресії проти України виконував завдання на території проведення антитерористичної операції.
Молодший сержант, номер обслуги взводу охорони 2-ї роти охорони батальйону охорони 55-ї окремої артилерійської бригади (колишній 39 ОПМБ «Дніпро-2»). Був навідником кулемета ПКМ.
2 травня 2017 року дістав поранення в голову від кулі снайпера в районі міста Авдіївка, терміново був евакуйований у Дніпро. 19 травня помер в Обласній клінічній лікарні ім. Мечникова.
Похований 20 травня на кладовищі рідного села Таврійського.
Залишилися дружина Марія, донька і брат.

## Нагороди та вшанування
- Указом Президента України № 318/2017 від 11 жовтня 2017 року, за особисту мужність і самовіддані дії, виявлені у захисті державного суверенітету та територіальної цілісності України, зразкове виконання військового обов'язку, нагороджений орденом «За мужність» III ступеня (посмертно)[4].
- Розпорядження голови Запорізької обласної ради № 350-н від 21 вересня 2017 року нагороджений орденом «За заслуги перед Запорізьким краєм» III ступеня (посмертно)[5].
- Відзначений почесним знаком 55-ї окремої артилерійської бригади (посмертно)[6].
- Нагороджений відзнакою УПЦ КП медаллю «За жертовність і любов до України» (посмертно)[7].